# Moschitz (Gemeinde Straßburg)
Moschitz ist eine Ortschaft in der Gemeinde Straßburg im Bezirk St. Veit an der Glan in Kärnten. Die Ortschaft hat 11 Einwohner (Stand 1. Jänner 2024).

## Lage
Moschitz liegt hoch am Mödringbergzug, am Südhang des Moschitzbergs, auf dem Gebiet der Katastralgemeinde St. Georgen, gut 5 km Luftlinie bzw. knapp 10 Straßenkilometer nördlich des Gemeindehauptorts Straßburg-Stadt.
Zur Ortschaft gehören die Häuser Mente (früher Krassnitzer; Nr. 1, daneben Nr. 3), Moggi-Hube (Nr. 2, daneben Nr. 4) und Hoi (früher Hoy in Leiten; Nr. 5).

## Geschichte
Um 1200 wird Moskach urkundlich genannt. Der Ortsname leitet sich wahrscheinlich vom slowenischen Moscah (bei denen an der Brücke) oder aus Mostice (Brückenbach) ab. Es gibt aber auch die Vermutung, dass der Ortsname vom slowenischen Personennamen Možič herrührt.
Seit Gründung der Ortsgemeinden Mitte des 19. Jahrhunderts gehört Moschitz zur Gemeinde Straßburg.

## Bevölkerungsentwicklung
Für die Ortschaft ermittelte man folgende Einwohnerzahlen:
- 1869: 5 Häuser, 54 Einwohner[4]
- 1880: 5 Häuser, 54 Einwohner[5]
- 1890: 5 Häuser, 42 Einwohner[6]
- 1900: 4 Häuser, 36 Einwohner[7]
- 1910: 4 Häuser, 34 Einwohner[8]
- 1923: 4 Häuser, 32 Einwohner[9]
- 1934: 32 Einwohner[10]
- 1951: 3 Häuser, 28 Einwohner[11]
- 1961: 3 Häuser, 22 Einwohner[12]
- 2001: 4 Gebäude (davon 2 mit Hauptwohnsitz) mit 4 Wohnungen; 7 Einwohner und 0 Nebenwohnsitzfälle; 2 Haushalte; 0 Arbeitsstätten, 2 land- und forstwirtschaftliche Betriebe[13]
- 2011: 4 Gebäude, 6 Einwohner, 2 Haushalte, 0 Arbeitsstätten[14]
- 2021: 4 Gebäude, 11 Einwohner, 3 Haushalte, 2 Arbeitsstätten[15]